# A.C. Carpenedolo
AC Carpenedolo là một câu lạc bộ bóng đá Ý, có trụ sở tại Carpenedolo, Lombardy.

## Lịch sử
AC Carpenedolo được thành lập vào năm 1957.
Trong mùa giải thường niên Serie C2 2007-08, Carpenedolo đứng thứ hai ở Girone A, và đủ điều kiện cho vòng playoff thăng hạng. Đội đã bị đánh bại bởi Mezzocorona đứng thứ năm trong trận bán kết, 2-1 chung cuộc, do đó vẫn ở cấp độ thứ tư của bóng đá Ý, bây giờ được gọi là Lega Pro Seconda Divisione cho mùa giải 2008-09.
Vào cuối mùa giải 2009-10 Lega Pro Seconda Divisione, câu lạc bộ đã xuống hạng Serie D.
Vào mùa giải 2010-11, từ Serie D, nhóm D đã xuống hạng, trong trận play-off đến Eccellenza Lombardy, nhưng ngày 5 tháng 8 năm 2011, sau đó, nó đã được chuyển đến Serie D để lấp chỗ trống.
Năm 2012, danh hiệu thể thao của câu lạc bộ đã được chuyển đến Montichiari với tên FC Atletico Montichiari, để trở thành đội kế thừa AC Montichiari.